# Castell de Pallerols
El Castell de Pallerols és una antiga casa forta o castell d'origen romànic de Pallerols de Rialb, dins el municipi de la Baronia de Rialb, al Segre Mitjà. Se situa al turonet adjacent de l'església de Sant Esteve de Pallerols.
Sembla que estava format per una torre de planta quadrada de 3,4 x 3 metres i parets de 130 cm. Les parets del recinte eren de carreus allargats col·locats en filades i units amb morter de calç. Es conserva un mur de 17,3 metres a la banda meridional del turó amb una alçada de 3 metres repartits en 12 filades, i un gruix de 110 cm. Es conserva una espitllera. Sembla que era una construcció força alta
Del castell no hi ha notícies directes. El primer esment documentat del lloc i la parròquia de Pallerols és del 819 en l'acta de consagració de Santa Maria de la Seu d'Urgell. El 1376 Ponç de Ribelles era senyor de Rialb Jussà, Rialb Sobirà i Pallerols. L'any 1420 Alfons el Magnànim va vendre Pallerols a Ramon de Casaldàliga. Per les seves característiques el castell es pot datar al segle xi o l'inici del XII.